# 613 Dywizja do Zadań Specjalnych
613 Dywizja do Zadań Specjalnych (niem. Division z.b.V. 613) – jedna z dywizji niemieckich z okresu II wojny światowej.
Dywizję stworzono 30 stycznia 1945 r. w północnej Norwegii, by nadzorowała dwie brygady grenadierów wchodzące w skład rezerw 20 Armii Górskiej. Dywizja nie brała udziału w walkach, złożyła broń 8 maja 1945 r. Jej jedynym dowódcą był Generalmajor Adrian Freiherr van der Hoop.

## Skład
- 193. brygada grenadierów
- 503. brygada grenadierów